# Морган Тейлор
Фредерік Морган Тейлор (англ. Frederick Morgan Taylor; нар. 17 квітня 1903 — пом. 16 лютого 1975) — американський легкоатлет, який спеціалізувався в бігу з бар'єрами.

## Із життєпису
Олімпійський чемпіон з бігу на 400 метрів з бар'єрами (1924).
На двох наступних Олімпіадах здобував «бронзу» в бігу на 400 метрів з бар'єрами. Був прапороносцем олімпійської збірної США на Іграх-1932.
Неодноразовий чемпіон США.
Ексрекордсмен світу з бігу на 400 метрів з бар'єрами та в естафеті 4×440 ярдів.
Працював розповсюджувачем «Чикаго Триб'юн», згодом — вчителем та тренером, паралельно продовжував працювати у рітейлі.
Син — Френк «Базз» Тейлор молодший (1931—2010) — був також легкоатлетом, перемагав на національних змаганнях, пізніше — президент Асоціації гольфу США.

## Основні міжнародні виступи
| Рік  | Змагання         | Місто        | Місце | Дисципліна | Примітки         |
| ---- | ---------------- | ------------ | ----- | ---------- | ---------------- |
| 1924 | Олімпійські ігри | Париж        | 1     | 400 м з/б  | Відео на YouTube |
| 1928 | Олімпійські ігри | Амстердам    | 3     | 400 м з/б  | Відео на YouTube |
| 1932 | Олімпійські ігри | Лос-Анджелес | 3     | 400 м з/б  | Відео на YouTube |

## Визнання
- Член Зали слави легкої атлетики США (2000)[2]